# Werner Böhme
Werner Reinhold Gottlieb Böhme (* 23. April 1902 in Meerane bei Leipzig; † 24. August 1973 in Göttingen) war ein deutscher Mediziner und Hochschullehrer, der sich auf die Röntgendiagnostik und -therapie spezialisiert hatte.

## Leben

### Familie
Werner Böhme stammte aus einer akademischen Familie und war der Sohn des Oberstudiendirektors im Ruhestand Franz Böhme und dessen Ehefrau Marie, geb. Meyer.
Im November 1928 heiratete er Charlotte, geb. Sorgenfrei (* 20. Februar 1901 in Stendal). Aus der Ehe gingen drei Söhne hervor.

### Werdegang
Von 1908 bis 1912 ging Werner Böhme zur Grundschule in Dresden. Anschließend besuchte er von 1912 bis 1918 das Reformgymnasium (humanistische Abteilung) (siehe König-Georg-Gymnasium) in Dresden und beendete seine Schulausbildung von 1918 bis 1921 am Realgymnasium Döbeln (siehe Lessing-Gymnasium Döbeln), wo er das Abitur ablegte.
Nach dem Abitur studierte er Medizin an verschiedenen renommierten Universitäten, darunter Jena, wo er seither der Jenaischen Burschenschaft Germania angehörte, Leipzig, München und Rostock; während seines Studiums arbeitete er als Werkstudent im Steinkohlebergbau bei Bochum. Sein Studium schloss er 1926 mit dem Medizinischen Staatsexamen an der Universität Rostock ab, gefolgt von seiner Promotion im Jahr 1928. Der Titel seiner Dissertation lautete Über den Gehalt an Vitamin C in verschieden vorbehandelter Milch, die er an der Universitätskinderklinik in Rostock durchführte. Im Jahr 1937 habilitierte er sich mit der Arbeit Über den aktiven Anteil des Herzens an der Förderung des Venenblutes und erlangte damit den Grad Dr. med. habil. in der Medizinischen Strahlenkunde.
Werner Böhme begann seine berufliche Laufbahn als Medizinalpraktikant an der Medizinischen Universitätsklinik in Rostock, erhielt im Dezember 1927 die Approbation und arbeitete zunächst als Volontärassistent in der Röntgenabteilung, bevor er dort im April 1928 zum Assistenzarzt ernannt wurde. Ab Juni 1930 übernahm er die Leitung der Röntgenabteilung und wurde am 1. April zum Oberarzt und 1936 zum leitenden Oberarzt der Medizinischen Röntgenabteilung ernannt; in dieser Zeit erlangte er 1934 die Facharztqualifikation für Innere Medizin, Röntgendiagnostik und Lichtheilkunde. Im Jahr 1938 wurde er zum Dozenten an der Universität Rostock ernannt und erhielt 1944 den Titel Professor. Während seiner Zeit an der Universität konzentrierte er sich auf die Röntgendiagnostik der Brustorgane, die Funktion des Herzens sowie die Röntgentherapie verschiedener Erkrankungen. Besonders hervorzuheben sind seine Studien zur Röntgenkinematographie, in denen er sich mit der Vogelatmung beschäftigte.
1944 wurde er zum außerplanmäßigen Professor für Röntgenologie an der Universität Rostock ernannt.
Böhme publizierte in verschiedenen medizinischen Fachzeitschriften im In- und Ausland.
Nach dem Ende des Zweiten Weltkriegs ist sein weiterer Lebensweg nur unzureichend dokumentiert.

### Militärischer Werdegang
Werner Böhme hatte eine zweimonatige militärische Dienstzeit in der Schwarzen Reichswehr in Wolfenbüttel.
Er erhielt von Oktober bis Dezember 1936 seine militärische Grundausbildung beim Ersatz-Bataillon 57 in Heide und im November 1937 bei einer Luftwaffen-Sanitätsstaffel.
Nach mehreren Übungen im Frieden wurde er am 1. April 1939 Assistenzarzt der Luftwaffe und am 26. August 1939 eingezogen. Zu diesem Zeitpunkt war er Stabsarzt der Reserve. Er wurde mehrfach als Truppenarzt eingesetzt und am 1. Juli 1941 Abteilungsarzt der Röntgenabteilung des Luftwaffenlazaretts Greifswald.

### Berufliches Wirken
Werner Böhmes Forschungsinteressen umfassten die Physiologie und Pathologie des Herzens und des Kreislaufs sowie Studien zur Vogelatmung. Seine Arbeiten trugen zur Weiterentwicklung der medizinischen Bildgebung und zur Verbesserung der Diagnosetechniken bei. Hinzu kamen neue Ansätze in der Röntgentherapie und Röntgenkinematographie (Kontrastmitteluntersuchungen), die auch eine Beteiligung an der Herstellung von Unterrichtsfilmen bei der Reichsanstalt für Film und Bild zur Folge hatten.
Er spielte eine führende Rolle in der Volks-Röntgenaktion in Mecklenburg, die der frühzeitigen Erkennung von Krankheiten diente.

### Denunziationen
Werner Böhme erhob mehrere denunziatorische Vorwürfe, so war er in eine Auseinandersetzung mit dem Oberarzt Arthur Jores verwickelt. Arthur Jores wurde von Werner Böhme der politischen Unzuverlässigkeit beschuldigt, auch, weil er nach wie vor Kontakte zu seinem 1933 emigrierten jüdischen Lehrer Leopold Lichtwitz unterhielt, dies führte schließlich zur Kündigung durch Arthur Jores, der damit seiner Entlassung durch die Klinik zuvorkam. Weil ihm die Venia Legendi entzogen wurde, war dieser darauf in der Hamburger Industrie als Pharmakologe tätig. Werner Böhmes Handlungen in dieser Angelegenheit wurden vom Reichserziehungsministerium als „eigenmächtig“ gerügt.
1935/36 erhob er denunziatorische Vorwürfe gegen seinen Vorgesetzten Georg Ganter, die 1937 zu dessen vorzeitiger Emeritierung führten.

## Ehrungen und Auszeichnungen
Am 20. April 1941 erhielt Werner Böhme das Kriegsverdienstkreuz II. Klasse mit Schwertern.

## Mitgliedschaften
In den Jahren 1921 bis 1922 war Werner Böhme Mitglied der Deutschnationalen Volkspartei (DNVP) und trat im November 1933 der Sturmabteilung (SA) bei, wo er im November 1938 zum Sanitätssturmführer ernannt wurde und Dienst als 2. Sturmbannarzt des SA-Sturmbannes 1/90 in Rostock leistete.
Er trat zum 1. Mai 1937 der NSDAP bei (Mitgliedsnummer 4.073.157) und war auch Mitglied mehrerer nationalsozialistischer Organisationen, darunter der NS-Volkswohlfahrt und des NS-Ärztebundes, des Reichsluftschutzbundes, der NS-Studentenkampfhilfe, des NS-Dozentenbundes und des Reichskolonialbundes.
Werner Böhme spielte eine wichtige Rolle in den kulturpropagandistischen Bestrebungen der NSDAP, die darauf abzielten, Griechenland wirtschaftlich und politisch zu beeinflussen. Im Rahmen eines Besuchs in Griechenland wurden 1940 griechische Wissenschaftler eingeladen, unter dem Vorwand, ihnen eventuell Ehrendoktorwürden an deutschen Universitäten zu verleihen. Ein wichtiger Aspekt dieser Strategie war die Idee, griechische Institute als Absatzmärkte für deutsche Produkte zu gewinnen. Werner Böhme, als Professor für Radiologie, argumentierte, dass die Errichtung eines Labors für Radiologie an der Universität Athen nur sinnvoll wäre, wenn die Leitung in deutschen Händen bliebe, da erfahrene Wissenschaftler in Griechenland fehlten. Er betonte, dass die griechische Abhängigkeit von deutscher Technik und Ausbildung im deutschen Interesse liege und erstellte hierzu einen Bericht über eine Vortragsreise nach Griechenland, Bulgarien und Ungarn vom 22. April bis 10. Mai 1940. Ob diese Pläne tatsächlich umgesetzt wurden, blieb unklar.

## Schriften (Auswahl)
- Über den Gehalt an Vitamin C in verschieden vorbehandelter Milch. Rostock, 1928.
- Über den aktiven Anteil des Herzens an der Förderung des Venenblutes. In: Ergebnisse der Physiologie, 38. Band. München, 1936.